# RNAエディティング
RNAエディティング（RNA編集）とは、転写されたmRNAにおいて、特定の塩基が他の塩基へと変換されたり、ウリジン（U）などの塩基の挿入・欠失が起こる現象のことである。
'RNAエディティング（RNA編集）は比較的まれな現象であり、転写されたmRNAが核から出る前に多くの分子に起こる転写後プロセッシング（メチル化キャップ付加、ポリA鎖付加、スプライシング）とは別の現象である。

## RNAエディティング（RNA編集）の種類
陸上植物や哺乳類で見られる塩基変換型と、トリパノソーマで見られる塩基挿入欠失型の2パターンが存在する。

### 塩基変換型
- シチジン（C）とウリジン（U）の双方向の変換　（陸上植物）
- アデノシン（A）からイノシン（I）への変換　（哺乳類）

塩基変換型における塩基の変換では塩基の置換が起きているわけではなく、塩基のアミノ基の付加・除去によって塩基の変換がなされている。

## RNAエディティング（RNA編集）の意義
現在提唱されているRNAエディティングの意義には以下のものがある。
- タンパク質の機能に必要なアミノ酸配列の回復
- ランダムにRNAエディティング（RNA編集）を起こすことにより進化速度を向上させる
- 1つの遺伝子から複数のタンパク質を合成するための機構

## RNAエディティング（RNA編集）の機構
RNAエディティング（RNA編集）の機構については不明な点が多く、まだ解明されていない。
現在提唱されている仮説は以下のものがある。
- シス配列の認識
- mRNAの特異的な高次構造を認識

このうちシス配列の認識能についてはタバコの葉緑体で実験的に確かめられている。